# Sam Goddard
Samuel Pearson Goddard, Jr., född 8 augusti 1919 i Clayton, Missouri, död 1 februari 2006, var en amerikansk demokratisk politiker. Han var den 12:e guvernören i delstaten Arizona 1965–1967.
Goddard studerade historia vid Harvard och deltog i andra världskriget i US Army Air Forces. År 1944 gifte han sig med Judy Hatch som han var gift med fram till hennes död år 1999. På äldre dagar gifte Goddard ännu om sig med Myra Ann Pearson. I militären hade Goddard avancerat till överste och efter kriget avlade han juristexamen vid University of Arizona.
Goddard vann guvernörsvalet 1964 med sloganen "Go Go Goddard!" Som guvernör profilerade han sig som förespråkare för kvinnors och minoriteters rättigheter. År 1966 ställde han upp för omval men förlorade mot republikanen Jack Williams.